# 中谷俊治
中谷 俊治（なかたに しゅんじ、1964年3月15日 - ）は、日本の建築家。

## 来歴・人物
大阪府生まれ。大阪府立岸和田高等学校卒業。京都大学工学部建築学科卒業。
原広司+アトリエ・ファイ建築研究所で梅田スカイビル、JR京都駅ビル、札幌ドームの設計を担当。
JR京都駅ビル新築工事　設計室長
2000年、「中谷俊治ステューディオ」を設立し、建築設計活動を行っている。

## 主な作品
- ガラスブロックの家（2004年）
- 自由が丘の家（2005年）
- 神楽坂 楽山ビル（2005年）
- fクリニックさっぽろ（2007年）ディスプレイデザイン協会特別賞2007 受賞
- 本牧の家（2010年）
- crossair tower オフィスフロアー（2013年）
- 代々木上原の家（2013年）
- cool magic shu's ウォーターフロント自由が丘店（2014年）

## 著書等
- 『アーキトラベル-建築をめぐる旅』 TOTO出版、2002年。ISBN 4887062109
- 「JR京都駅ビル さまざまな条件の整理と調整を終えて」『建築文化』611号、彰国社、1997年、46-47頁。
- 『空間要素　世界の建築、都市デザイン』 （共著）井上書院、2003年。ISBN 4753017397
- 「KJ」2014年6月号　中谷俊治ステューディオ特集記事　ISBN 978-4-904285-39-8 C9452